# زبان نیاآلبانیایی
زبان نیا-آلبانیایی ، زبان بازسازی شده اجدادی آلبانیایی است، پیش از گوناگونی گویشی گگ - توسک (پیش از ح. ۶۰۰ میلادی. ).  آلبانویید و دیگر زبان‌های پارینه-بالکانی پس از مهاجرت‌های هندواروپایی‌ها در این سرزمین، هسته ریخت‌دهنده خود را در بالکان داشتند.   خواهر نوادگان یا خواهر زبان‌هایی که توسط منابع کلاسیک ایلیری نامیده می‌شد، آلبانیایی و مساپیک ، بر اساس ویژگی‌ها و نوآوری‌های مشترک، در طبقه‌بندی تبارزایی(فیلوژنیک) کنونی خانواده زبان‌های هند و اروپایی در یک شاخه مشترک با هم گروه‌بندی می‌شوند.  پیشرو زبان آلبانیایی را می توان یک زبان مستقل IE کاملاً شکل گرفته از حداقل هزاره یکم پیش از میلاد با آغاز مرحله اولیه زبان نیاآلبانیایی در نظر گرفت. 
زبان نیاآلبانیایی از راه  روش هم‌سنجی بین گویش های توسکی و گگی و میان آلبانیایی و دیگر زبان های هند و اروپایی و همچنین از راه زبان شناسی تماسی که چگونگی آمدن نخستین وام‌واژه ها را به آلبانیایی مطالعه می کند و همگرایی های ساختاری و واجی با زبان های دیگر بازسازی می شود. وام واژه‌های آلبانیایی که از طریق تکامل آوایی آن مورد بررسی قرار گرفته‌اند را می‌توان از اولین تماس‌ها با یونانی دوریک (یونانی باختَری) از هفتمین سده پیش از میلاد ردیابی کرد، اما مهم‌ترین آن‌ها واژگان لاتین هستند (تاریخ آن توسط De Vaan به دوره 167 قبل از میلاد تا 400 پس از میلاد) و از زبانهای اسلاو (تاریخ آن پس از 600 میلادی).  شواهد به دست آمده از واژه‌های وام به زبان‌شناسان این امکان را می‌دهد تا شکل واژگان بومی را با جزئیات زیاد در نقاط آفندهای(هجوم) گسترده وام‌واژه ها از زبان‌های معتبر بسازند. 
در زبان‌شناسی تاریخی، زبان  نیا-آلبانیایی به مراحل گوناگونی بخش‌بندی می‌شود که معمولاً با آغاز تماس با زبان‌های گوناگون که به خوبی تأیید شده‌اند، محدود می‌شوند.  پیش از آلبانیایی مرحله اولیه پیشرو زبان آلبانیایی در طول هزاره یکم پیش از میلاد است که با تماس با یونان باستان مشخص شده است، اما هنوز با رابطه با لاتین مشخص نشده است. دیرینگی نیاآلبانیایی مربوط به دوره تماس با لاتین است که از دومین سده پس از میلاد پس از فتح بالکان غربی توسط جمهوری روم  آغاز می‌شود، اما نفوذ عمده لاتین از نخستین سال‌های  دوران مشترک زمانی که بالکان غربی در نهایت به امپراتوری روم اضافه شد رخ داد. آلبانیایی رایج یا دو گویش آن، نیا-گگی و نیا-توسکی، نخستین برخورد ها را با زبان های اسلاوی جنوبی از زمانه مهاجرت اسلاوها به بالکان در سده 6 تا 7 پس از میلاد تجربه کردند. ظهور زبان توسک از زبان  نیاآلبانیایی پیش از برخورد با زبان اسلاوها پیراموپ سال 600 پس از میلاد انجام شد، همانطور که با این واقعیت که وام واژه های لاتین و یونان باستان با توجه به تفاوت های طبقه بندی بین گگ و توسک مانند کلمات بومی اِنگاشته می شوند، مشهود است، اما این موضوع در وام‌واژه های اسلاوی روشن نیست.    